# Heraclio
Flavio Heraclio (en latín:  Heraclius; griego: Hērakleios), (Capadocia, c. 575-Constantinopla, 11 de febrero de 641) fue emperador romano de Oriente desde el 5 de octubre de 610 hasta su muerte el 11 de febrero de 641.
Fue responsable de la introducción del idioma griego como la lengua oficial del Imperio romano de oriente, abandonando definitivamente el latín. Su llegada al poder comenzó en el año 608, cuando su padre Heraclio el Viejo, exarca de África, lideró con éxito una revuelta contra el emperador Focas.
El reinado de Heraclio estuvo marcado por diversas campañas militares. El año en el que Heraclio accedió al trono el imperio se veía amenazado en múltiples fronteras. Heraclio hizo frente en primer lugar a los Sasánidas, con quienes el imperio se encontraba en guerra desde el año 602. Las primeras batallas de la campaña supusieron derrotas para los bizantinos, y el ejército persa logró penetrar hasta el Bósforo. Sin embargo, Heraclio logró evitar la derrota total gracias a que Constantinopla se encontraba protegida por sus grandes murallas y su potente armada. Poco después puso en marcha una serie de reformas militares para reconstruir y fortalecer el ejército. Heraclio logró expulsar a los persas del Asia Menor y penetró dentro de su territorio, derrotándolos definitivamente en 627 en la batalla de Nínive. El rey persa Cosroes II fue asesinado poco después, y se restauró la paz entre los dos agotados imperios.
Sin embargo, poco después de esta victoria Heraclio se enfrentó a una nueva amenaza, la expansión musulmana. Emergiendo desde la península arábiga, los musulmanes conquistaron rápidamente al debilitado Imperio persa, y en el año 634 invadieron la provincia de Siria, derrotando al general Teodoro. En un corto periodo de tiempo los árabes conquistaron también Mesopotamia, Armenia y Egipto.
En materia religiosa, Heraclio es recordado por entablar relaciones diplomáticas con los serbios y los croatas, y por ser la fuerza que llevó la conversión a estos pueblos que emigraban a la península balcánica. A petición suya, el papa Juan IV (640-642) envió profesores y misioneros cristianos a Dalmacia, una nueva provincia croata creada y gobernada por Porga de Croacia y su clan, que practicaban el paganismo eslavo. Intentó reparar el cisma en la Iglesia cristiana por la cuestión del monofisismo, promocionando una doctrina de compromiso conocida como monotelismo, involucrando también en el proceso a la Iglesia de Oriente (generalmente llamada nestoriana). Sin embargo, este proceso de unificación sería rechazado por todas las partes de la disputa. Heraclio fue el primer emperador bizantino en enfrentarse a los musulmanes y en la tradición islámica se lo refleja como un gobernante idealizado.

## Primeros años

### Orígenes de Heraclio
Heraclio fue el hijo mayor de Heraclio el Viejo y Epifania, procedente de una familia armenia de Capadocia, probablemente de origen arsácida. Salvo ese dato, existe muy poca información sobre su árbol genealógico. Se desconoce el lugar exacto de nacimiento de Heraclio, aunque pasó su juventud en el norte de África. Su padre fue un poderoso general bizantino, que destacó como uno de los generales clave en la guerra de 590 contra Bahram VI de Persia, durante el reinado del emperador Mauricio. Tras la guerra, Mauricio asignó a Heraclio el Viejo la posición del exarca de Cartago, en la provincia de África.

### La conquista del trono

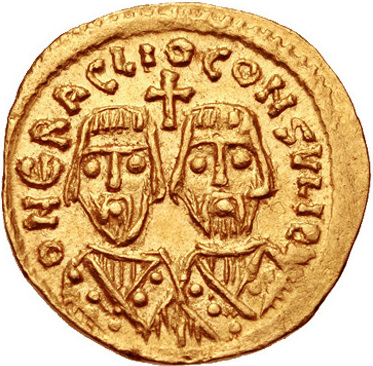
Sólido de oro, con la imagen de Heraclio y su padre con las vestiduras consulares, acuñado durante su revuelta contra Focas.

En 608, Heraclio el Viejo —ya entonces exarca de Cartago— y el hermano de este, Gregorio —su segundo en el mando—, se rebelaron contra el emperador Focas, que había depuesto a Mauricio 6 años atrás. Los rebeldes acuñaron moneda en la que aparecían los dos Heraclios con los atributos consulares, aunque ninguno de los dos reclamó entonces el título imperial. Nicetas, hijo de Gregorio y primo de Heraclio el Joven, invadió por tierra Egipto, y en 609 derrotó a Bonosus, general de Focas, y se hizo con el control de la provincia. Al mismo tiempo, el joven Heraclio se embarcó con la flota hacia Oriente, a través de Sicilia y Chipre. A medida que se acercaba a Constantinopla, contactó con destacados líderes y planeó un ataque para deponer a los aristócratas de la ciudad, y pronto organizó una ceremonia en la que fue coronado y aclamado emperador. Al llegar a la ciudad, los excubitores (guardia imperial de élite que estaba dirigida por el yerno de Focas, Prisco) desertaron al bando de Heraclio, por lo que este pudo entrar en la capital sin encontrar una seria resistencia. Cuando Heraclio capturó a Focas le preguntó, "¿Es así como has gobernado, desgraciado?", a lo que Focas contestó, "¿Y tú vas a gobernar mejor?" Heraclio se enfureció tanto que decapitó a Focas en ese mismo momento. Más tardé ordenó también castrar el cadáver, al parecer en represalia por un episodio en el cual Focas habría violado a la esposa de Focio, un poderoso político de la ciudad.
El 5 de octubre de 610, Heraclio fue coronado por segunda vez, esta vez en la capilla de San Esteban del palacio imperial, y al mismo tiempo contrajo matrimonio con su prometida, Fabia, que tomó el nombre de Fabia Eudoxia. La emperatriz, muy querida en Constantinopla, moriría en 612. Heraclio contrajo un segundo matrimonio con su sobrina Martina, en un matrimonio que sería considerado incestuoso y que por eso resultó muy impopular. Durante el reinado de los dos hijos de Heraclio, Martina se convertiría en el centro de la intriga política y de poder. A pesar del amplio rechazo de Martina en Constantinopla, Heraclio la llevaría con él en sus campañas militares y rechazaría todos los intentos del patriarca Sergio de disolver el matrimonio.

## La guerra con Persia

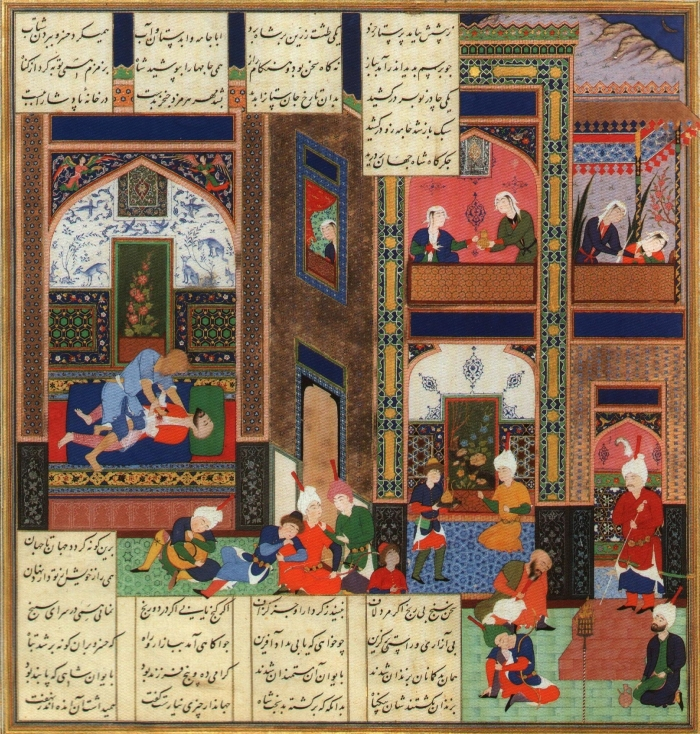
El asesinato de Cosroes II en un manuscrito Mogol de ca. 1535. Miniatura de Abd al-Samad

### Casus belli
Cosroes II del Imperio sasánida había sido reinstaurado en su trono por el emperador bizantino Mauricio y desde entonces el Imperio bizantino y el imperio persa habían permanecido en un estado de amigos y aliados. Sin embargo, el emperador Mauricio y su familia fueron asesinados por Focas en noviembre de 602 tras un motín; motín que tuvo lugar en el transcurso de una campaña militar de Mauricio en los Balcanes. El emperador persa Cosroes aprovechó el pretexto de la muerte de Mauricio para dar por terminada la alianza, atacar al imperio y reconquistar la provincia de Mesopotamia. Cosroes tenía en su corte a un hombre que reclamaba ser el hijo de Mauricio y Cosroes exigía que los bizantinos aceptasen a Teodosio como legítimo heredero al trono en lugar de Focas, que era un usurpador.

### Derrotas iniciales
La guerra inicialmente se inclinó a favor de los persas, en parte debido a la brutal represión impuesta por Focas y la crisis sucesoria que siguió al levantamiento de Heraclio el Viejo, que envió a su sobrino Nicetas a atacar Egipto, permitiendo que su hijo Heraclio reclamara el trono en el año 610. Focas, un líder impopular que siempre es descrito en las fuentes históricas como un "tirano", fue finalmente depuesto por Heraclio, que partió a Constantinopla desde Cartago con un icono de la Virgen adherido a la proa de su barco.
Cuando Heraclio se hizo con el poder, el Imperio se encontraba en una situación desesperada: La revuelta de Focas contra Mauricio en el 602 había dejado el Danubio desguarnecido, permitiendo el avance de los ávaros en los Balcanes. Para entonces, los persas habían conquistado Mesopotamia y el Cáucaso, y en 611 invadieron Siria y entraron en Anatolia. Aunque Heraclio intentó establecer un tratado de paz, Cosroes rehusó parlamentar con él, considerándolo también a él un usurpador ilegítimo. Un gran contraataque dirigido por Heraclio dos años más tarde fue derrotado en las afueras de Antioquía por Sharvaraz y Shahin, y la defensa romana colapsó. Los persas devastaron parte de Asia Menor, y capturaron Calcedón, población ubicada enfrente de Constantinopla a través del Bósforo. Según se dice, los habitantes de Constantinopla podían ver de noche los fuegos de vigilancia de los persas y sus reflejos en el agua. Mientras tanto, los ávaros y los eslavos se aprovecharon de la situación para invadir los Balcanes, llevando al imperio al borde de su destrucción. En 613, el ejército persa tomó Damasco con la ayuda de los judíos, tomando a su vez Jerusalén en 614, dañando la Iglesia del Santo Sepulcro y capturando la Vera Cruz y otras reliquias, que fueron llevadas a Ctesifonte. Durante la siguiente década los persas consiguieron conquistar Palestina y Egipto, la principal fuente de aprovisionamiento de grano para el Imperio bizantino (a mediados de 621 la provincia entera estaba en su poder), y devastaron Anatolia. 
Con los persas literalmente a las puertas de Constantinopla, la situación llegó a ser tan grave que Heraclio consideró seriamente la posibilidad de trasladar la capital del Imperio a Cartago, pero finalmente fue convencido por el poderoso e influyente eclesiástico el patriarca Sergio de quedarse en Constaninopla. Seguro tras los muros de la ciudad, Heraclio fue capaz de acordar la paz con los persas a cambio de un tributo anual de mil talentos de oro, mil talentos de plata, mil vestidos de seda, mil caballos y mil vírgenes para el rey persa. La paz le permitiría reconstruir el ejército imperial a través de durísimas medidas económicas: eliminando todo gasto no militar, devaluando la moneda y fundiendo, con el apoyo del patriarca Sergio, suficientes tesoros de la iglesia como para conseguir los fondos necesarios que le permitiesen continuar la guerra.
Algunos autores consideran posible que Heraclio, en esta época de crisis y reorganización militar, fuese el creador de los thémata, circunscripciones administrativas que eran al mismo tiempo distritos militares, bajo el mandato de un strategos o gobernador militar. Según otros autores, la organización del Imperio en thémata tuvo lugar algunos decenios después.
Las derrotas de Heraclio fueron sentidas con pesar por los musulmanes, que habían organizado el primer estado islámico y el primero de la historia de Arabia en la ciudad de Medina, pues ellos se sentían cercanos a los cristianos bizantinos y rechazaban el paganismo zoroastriano de los persas. El imperio persa era en ese momento la mayor fuerza del mundo y no parecía posible que Bizancio pudiera recuperarse de las derrotas. Fue entonces cuando en el Corán se profetizó que los bizantinos lograrían derrotar a los persas (Corán 30:2-4).

### Contraataque del Imperio bizantino
El 5 de abril de 622, Heraclio partió de Constantinopla, dejando la ciudad en manos del patriarca Sergio y del general Bonus, que actuarían en calidad de regentes de su hijo. Agrupó sus fuerzas en Asia Menor, probablemente en Bitinia, y tras reparar su moral rota lanzó una nueva contraofensiva a la que dotó de un carácter de guerra santa. De hecho, una imagen aquiropoieta de Cristo se utilizó como estandarte militar.

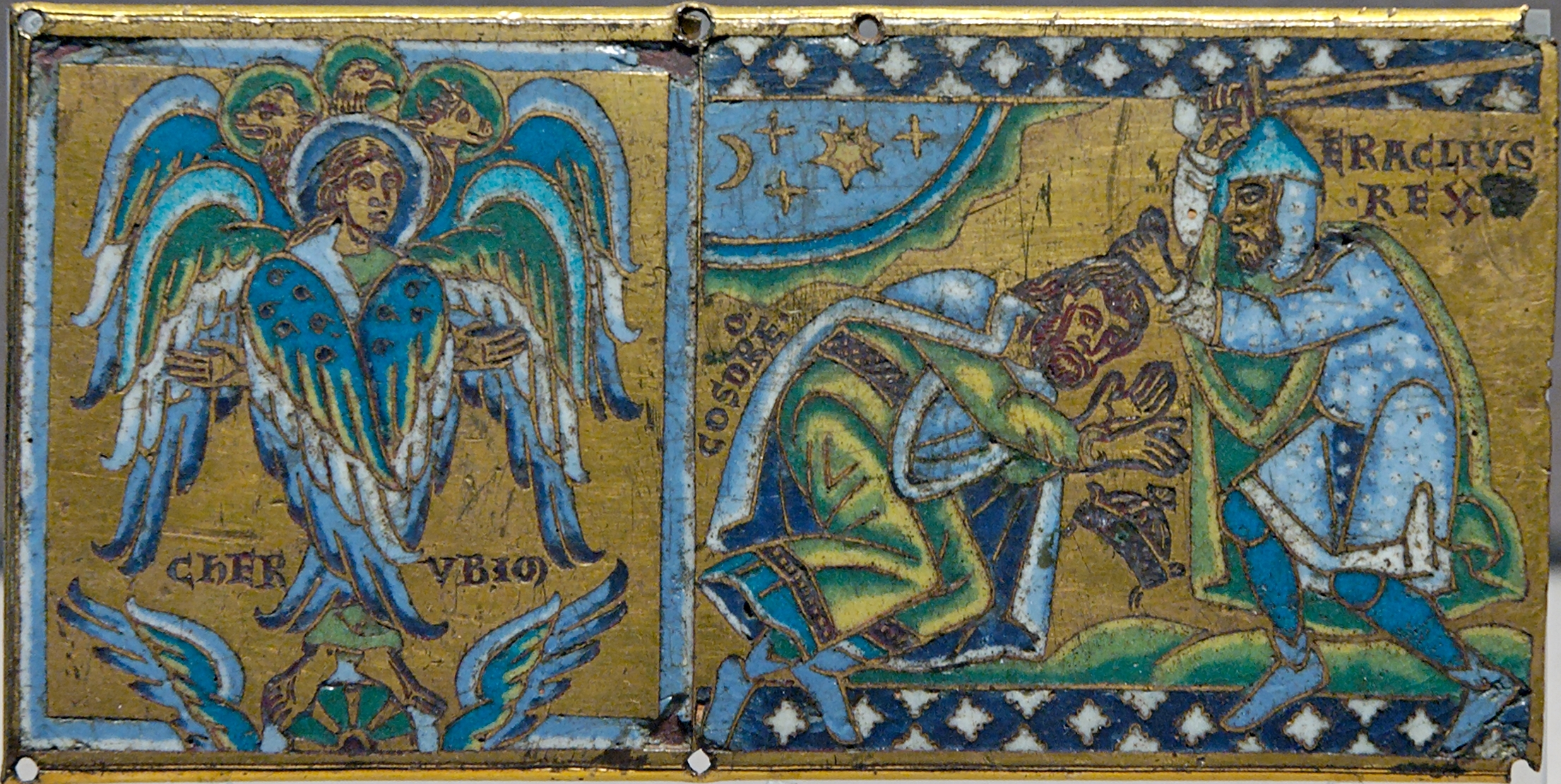
Heraclio recibe la sumisión de Cosroes II; placa de un crucifijo (París, Louvre).

Heraclio fue el primer emperador en dirigir personalmente una campaña militar contra un enemigo exterior desde los tiempos de Teodosio I. Confiando en que Constantinopla se encontraba bien defendida, y rechazando enfrentarse a los persas en una guerra de gran desgaste para recuperar las provincias perdidas, en la primavera de 622 viajó por mar hasta Issos, con la intención de invadir la propia Persia. El ejército romano avanzó hacia Armenia, infligiendo una derrota a un ejército dirigido por un jefe árabe aliado de los persas, y luego derrotó a Sharvaraz en el otoño de ese mismo año, en algún lugar de Capadocia. Heraclio se mantuvo en campaña y, avanzando hacia el este durante varios años, retornó victorioso a su capital. El 25 de marzo de 624, Heraclio partió de nuevo de Constantinopla acompañado de su esposa Martina y sus dos hijos. Tras celebrar la Pascua en Nicomedia el 15 de abril emprendió una nueva campaña por el Cáucaso, consiguiendo una serie de victorias sobre Cosroes y sus generales Sharvaraz, Shahin y Shahraplakan.
En 626, mientras se encontraba ausente, Constantinopla fue asediada por los ávaros, apoyados por un ejército persa comandado por Sharvaraz, pero los invasores fueron rechazados por la armada bizantina. La población de la ciudad, dirigida por el patriarca Sergio, resistió con firmeza el asedio, y los ávaros terminaron por levantar el sitio (la victoria sería más tarde atribuida a los iconos de la Virgen que lideraban la procesión de Sergio por las murallas de la ciudad). Mientras tanto, un segundo ejército persa comandado por Shahin sufrió una derrota aplastante a manos de Teodoro, el hermano de Heraclio.

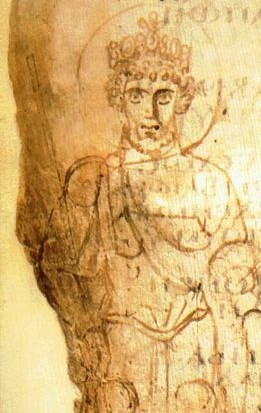
Retraro de Heraclio como Job en un manuscrito bíblico, c. 615–630.

En las posteriores expediciones de castigo los bizantinos capturarían a tres mil ávaros, otros tantos gépidos, ochocientos eslavos y dos mil búlgaros. Entretanto, con el esfuerzo de guerra del ejército persa en plena desintegración, Heraclio consiguió la ayuda de los jázaros y de otros pueblos turcos como los Köktürks, y se dedicó a fomentar las divisiones internas existentes entre los persas. En particular, Heraclio logró convencer al general Sharvaraz de que Cosroes estaba celoso de sus éxitos y había ordenado su ejecución, con lo que consiguió que permaneciese neutral. A finales del año 627 lanzó una campaña invernal al interior de Mesopotamia, y en la batalla de Nínive, en 627, las fuerzas bizantinas derrotaron al ejército persa dirigido por Razates a pesar de la deserción de sus aliados turcos. Sin embargo, Cosroes siguió rehusando firmar la paz, y Heraclio continuó avanzando hasta Ctesifonte, capital del Imperio persa. En su avance al sur por el Tigris saqueó el gran palacio de Dastagird, y solo la destrucción de los puentes del canal de Nahrawan impidieron que llegase a Ctesifonte. Cosroes, para entonces, se encontraba en una posición política muy débil, completamente desacreditado por los recientes desastres militares, y finalmente fue depuesto y asesinado por un golpe de Estado dirigido por su hijo, Kavad II, que inmediatamente buscó un acuerdo de paz, aceptando la retirada de todos los territorios ocupados. La dinastía Sasánida nunca se recuperó de esta derrota. El 14 de septiembre de 628 Heraclio entró triunfalmente en Constantinopla, y en 629 restauró la Vera Cruz en su ubicación de Jerusalén en una ceremonia majestuosa.
Tras su victoria frente al imperio persa, Heraclio se arrogó el antiguo título persa de "Rey de Reyes". Más tarde, a partir del año 629, comenzó a arrogarse el título de Basileus, la palabra griega para "soberano", un título que sería usado por los emperadores del Imperio Romano de Oriente durante los siguientes 800 años, hasta el final del imperio. Se desconoce la razón por la que Heraclio eligió este título por encima de otros anteriores, como el título de Augusto romano, aunque algunos historiadores lo atribuyen a sus orígenes armenios. También reemplazó el latín por el griego como lengua administrativa. Después de su reinado, el Imperio bizantino tuvo un marcado carácter helénico.
La derrota de los persas por Heraclio supuso el final de una guerra que se había prolongado a intervalos durante casi 800 años, desde que Alejandro Magno conquistara el imperio persa. La victoria de Heraclio fue recibida con alegría por los musulmanes, no solo por la derrota de los paganos, sino por el cumplimiento de la profecía hecha en el Corán.
Tras su derrota, el Imperio sasánida quedó en una situación de desorden de la que nunca llegó a recuperarse. En 633 el nuevo estado islámico devoró poco a poco el territorio de los persas, hasta que la conquista musulmana de Persia llevó a la caída definitiva del imperio en 644, y a la aniquilación de la dinastía sasánida en 651.

## Guerra contra los musulmanes

Movimiento de tropas musulmanas y bizantinas en septiembre de 635, justo antes de la batalla de Yarmuk.

Las tribus árabes habían estado demasiado divididas en el pasado como para suponer una verdadera amenaza militar a bizantinos o persas, pero la situación cambió drásticamente cuando el profeta Mahoma logró unificar a las tribus nómadas de la Península arábiga. Ahora, unificadas y enardecidas por su reciente conversión al islam, formaban uno de los más poderosos estados de la región. Sin embargo, la aparición tan reciente del estado islámico no parecía suponer una amenaza para un imperio antiguo y consolidado como el bizantino. El profeta Mahoma le envió una carta a Heraclio invitándole a convertirse al islam. Heraclio recibió bien al mensajero musulmán, guardó la carta y nunca se convirtió.
El primer conflicto bélico entre bizantinos y musulmanes fue la batalla de Mu'tah, en septiembre de 629. Una pequeña fuerza de escaramuceadores musulmanes atacó la provincia de Arabia Pétrea, pero fue rechazada. Ante ese resultado, y a la vista de que el enfrentamiento se había saldado con victoria bizantina, no había una razón aparente que impulsara a realizar cambios en la configuración militar de la región. Además, cuando la severidad de la amenaza musulmana resultó ya patente, los bizantinos contaban con poca experiencia de batalla contra los árabes y todavía menor contra los fervientes soldados musulmanes. Ni siquiera el Strategikon, un manual militar bizantino alabado por la gran variedad de enemigos que trata y utilizado por los generales de aquella época, menciona de ninguna manera la guerra contra los árabes. Esto muestra que el recién formado estado islámico no era considerado una amenaza real.
Al año siguiente los musulmanes emprendieron ataques contra el Aravá, al sur del mar Muerto, y conquistaron Kerak. Otras incursiones penetraron en el Néguev llegando hasta Gaza. Fuentes islámicas relatan una historia en virtud de la cual el propio Heraclio tuvo un sueño premonitorio de la invasión árabe: El historiador Al-Tabari escribió que Heraclio soñó sobre un nuevo reino de "hombres circuncidados" que saldrían victoriosos frente a todos sus enemigos. Tras compartir con su corte este sueño, sus patricios, que no conocían el fenómeno de la religión islámica en Arabia, le habrían aconsejado que diese órdenes para decapitar a todos los judíos de sus dominios." Según dicho autor, solamente cuando un comerciante beduino compareció ante el emperador para hablar de un hombre que unificaba las tribus de Arabia bajo una nueva religión, momento en el cual Heraclio y su corte se dieron cuenta de que el reino de los "hombres circuncidados" hacía referencia al imperio islámico, y no a los judíos.
Cuando los musulmanes invadieron Siria y Palestina en 634, Heraclio, que había caído enfermo, no pudo combatirlos personalmente, y aunque permaneció a cargo de las operaciones a nivel estratégico, sus generales fracasaron en el campo de batalla. En la batalla de Yarmuk, en 636, el ejército bizantino, superior en número, fue sorpresiva y claramente derrotado por los árabes. En tan sólo tres años todo el levante mediterráneo se había vuelto a perder, esta vez frente al nuevo enemigo. En el momento de la muerte de Heraclio, el 11 de febrero de 641, la mayor parte de Egipto había sido también conquistada.

### Heraclio según las fuentes árabes
En las historias islámicas y arábigas Heraclio es el único emperador romano al que se le dedica algún tipo de discusión. Debido a su posición de emperador romano en la época en la que emergía el islam, aparece en obras como el hadiz o en otras biografías del profeta. Más allá de lo que se indica en las propias fuentes islámicas, no existe ninguna evidencia que sugiera que Heraclio llegase siquiera a escuchar nada sobre la existencia del islam, y es posible que sus asesores realmente vieran a los musulmanes como a una especial secta judía.
El Corán (Surah 30) tiene una referencia a las guerras entre persas y romanos, que dice lo siguiente:

30:2 Los Romanos han sido vencidos.
 3 en la tierra más próxima. Pero ellos, a pesar de su derrota, vencerán.
 4 dentro de algunos años. El mandato pertenece a Alá antes y después. Ese día se alegrarán los creyentes
 5 por el auxilio de Alá. Él auxilia a quien quiere y Él es el Conocedor, el Compasivo.

En la tradición musulmana Heraclio aparece como un gobernante justo y piadoso, que tenía un contacto directo con las fuerzas islámicas. El erudito del siglo XIV Ibn Kathir (m. 1373) llegó más allá, diciendo que «Heraclio fue uno de los hombres más sabios y uno de los reyes más resolutos, inteligentes, profundos e informados. Gobernó a los romanos con gran liderazgo y esplendor». Algunos historiadores como Nadia Maria El-Cheikh y Lawrence Conrad señalan que las historias islámicas llegan tan lejos como hasta afirmar que Heraclio reconoció a Mahoma como el verdadero profeta y a proclamarle mensajero de Dios. En cualquier caso, El-Cheikh apunta a que todos estos relatos no aportan casi nada al conocimiento histórico del emperador, aunque sí que son una parte importante de la tradición islámica, y una muestra de su esfuerzos por legitimar a Mahoma como profeta.

## Legado

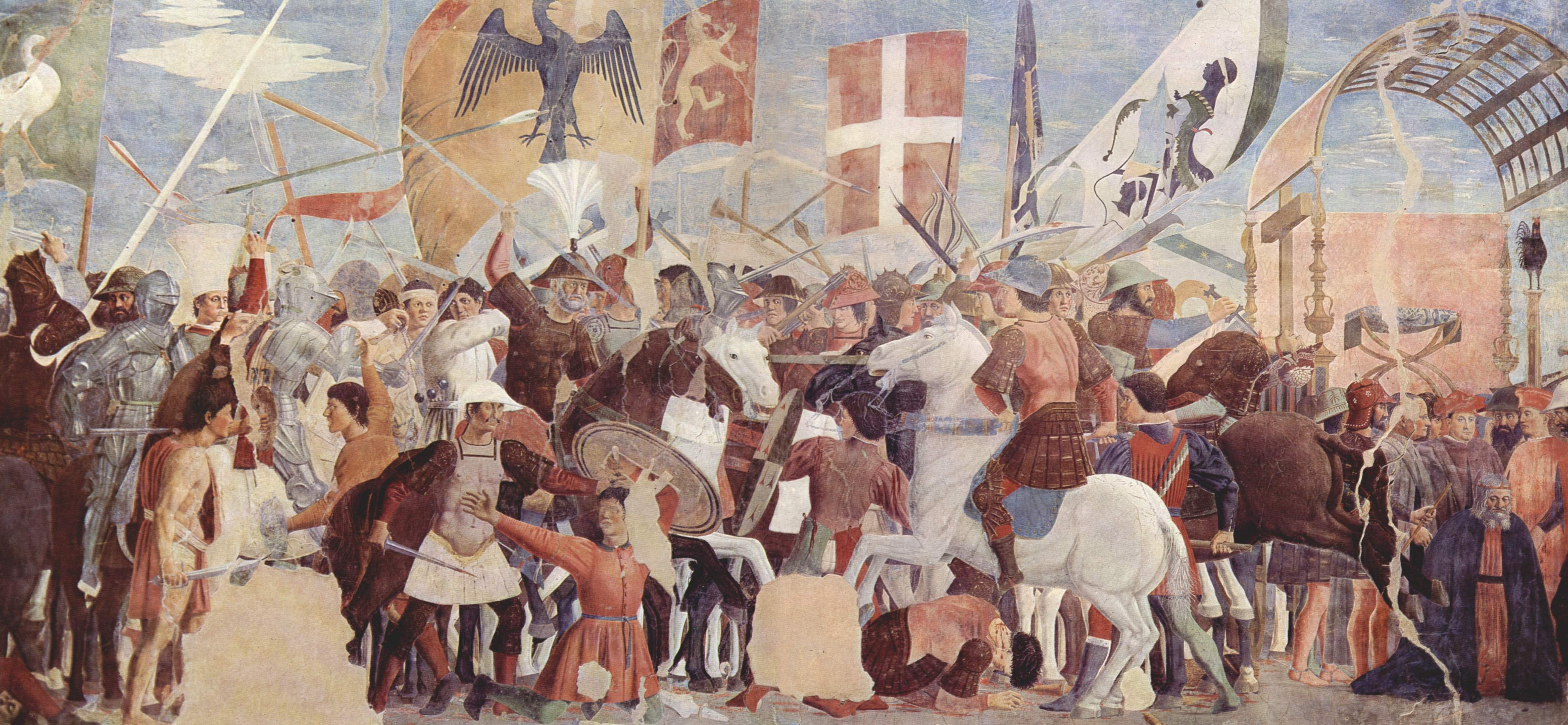
Batalla entre el ejército de Heraclio y el ejército persa comandado por Cosroes II. Fresco de Piero della Francesca, ca. 1452

Mirando en retrospectiva, el reinado de Heraclio —pese a las derrotas de sus últimos años— ha sido valorado positivamente por los historiadores, ensalzando sus logros por encima de sus fracasos. Agrandó el imperio y su reorganización del gobierno y del ejército fueron dos grandes éxitos. Sus intentos por lograr la armonía en cuestiones teológicas fracasó, pero sí que tuvo éxito en retornar la Vera Cruz, una de las reliquias más sagradas del cristianismo, a Jerusalén.

### Logros
Pese a que sus avances en la recuperación de los territorios conquistados a los persas se perdieron con el avance de los musulmanes, Heraclio todavía puede compararse con los grandes emperadores romanos. Sus reformas gubernamentales pusieron freno a la corrupción que se había extendido en el imperio durante el reinado de Focas, y reorganizó el ejército con mucho éxito. También creó el cargo del sacelario, un encargado oficial del tesoro. De hecho, gracias a sus reformas los árabes fueron detenidos en Asia Menor, e incluso en el Norte de África, desde donde todavía tardarían sesenta años en llegar hasta Cartago. Esto supondría la salvación de un núcleo esencial desde el cual la fuerza del imperio podría ser reconstruida.
La recuperación de las áreas orientales del imperio de manos persas hizo surgir de nuevo un cisma teológico centrado en la interpretación de la verdadera naturaleza de Cristo. Muchos de los habitantes de estas áreas eran monofisitas que rechazaban el Concilio de Calcedonia. Heraclio intentó impulsar una doctrina de compromiso llamada monotelismo, doctrina propagada por el patriarca Sergio, pero esta acabó siendo rechazada y considerada herética por ambos bandos de la disputa teológica. Por este motivo, Heraclio también aparece tratado como un hereje por algunos escritores eclesiásticos posteriores. Una vez que las provincias de mayoría monofisita cayeron en manos de los musulmanes, la razón de ser del monotelismo desapareció, y finalmente este fue abandonado.
Uno de los principales legados de Heraclio fue el cambio del idioma oficial del imperio, pasando del latín al griego en 620. Hasta el siglo XX también se ha considerado a Heraclio como el responsable de la creación de la organización administrativa del imperio en Themas, pero la historiografía moderna considera actualmente que dicho sistema data de los años 660, durante el gobierno de Constante II.
Los croatas y los serbios de la Dalmacia bizantina iniciaron relaciones diplomáticas y de dependencia con Heraclio. Los serbios, que vivieron brevemente en Macedonia, se convirtieron en foederati, y fueron bautizados a requerimiento de Heraclio antes del año 626. A requerimiento suyo, el papa Juan IV (640–642) envió profesores y misioneros cristianos al ducado de Porga en Croacia, que practicaba el paganismo eslavo.

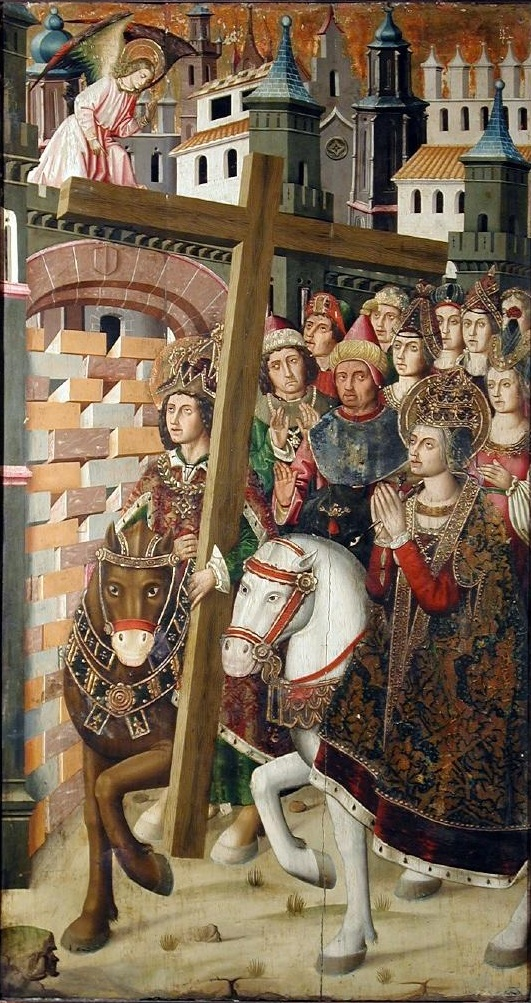
Heraclio devuelve la Vera Cruz a Jerusalén, acompañado de forma anacrónica por Santa Helena., Museo de Bellas Artes de Zaragoza, Aragón.

La frontera actual de Turquía data de los tiempos de Heraclio. La frontera fue su línea de defensa en Anatolia Oriental y definiría permanentemente las tierras islamizadas por los árabes en la primera oleada y aquellas que fueron islamizadas por los turcos muchos siglos después.

### Recuperación de la Vera Cruz
A pesar de formar parte de la teología ortodoxa, Heraclio es recordado favorablemente también por la iglesia occidental por haber sido capaz de recuperar la Vera Cruz de manos de los persas. Cuando Heraclio se aproximaba a Ctesifonte, la capital persa, Cosroes II huyó de su residencia favorita en Dastgerd, cerca de Bagdad, sin ofrecer ninguna resistencia. Mientras tanto, algunos de los nobles persas liberaron al hijo mayor de Cosroes, Kavad II, hecho prisionero por orden de su padre, y le proclamaron rey en la noche entre el 23 y el 24 de febrero de 628. Kavad, sin embargo, estaba mortalmente herido, y buscaba desesperadamente que Heraclio accediese a proteger a su hijo, Ardeshir. Como gesto de buena voluntad, envió la Vera Cruz y a un negociador para buscar la paz en 628.
Tras un desfile triunfal por el Imperio, Heraclio devolvió la cruz a Jerusalén el 21 de marzo de 630. Para los cristianos del Occidente Medieval, Heraclio fue el “primer cruzado”. La iconografía del emperador aparece en el santuario de Mont Saint-Michel (ca. 1060), y luego se hizo popular sobre todo en Francia, península itálica y el Sacro Imperio Romano Germánico. La historia quedó registrada posteriormente en La leyenda dorada, un famoso compendio de hagiografía del siglo XIII; también fue reflejada en obras de arte como la Leyenda de la cruz, una secuencia de frescos pintados por Piero della Francesca en Arezzo, o en una secuencia similar para un altar realizada por Adam Elsheimer (Instituto Städel, Fráncfort). Ambas series muestran escenas de Heraclio junto con la madre de Constantino I, Santa Helena, a la que se atribuye tradicionalmente el descubrimiento de la Cruz. En la escena normalmente aparece Heraclio llevando la cruz debido a que, según la leyenda, insistió en hacerlo en su entrada en Jerusalén en contra de la opinión del patriarca. Al principio, montado a caballo, la cruz era demasiado pesada para poder llevarla, pero según la historia después de desmontar la cruz se volvió milagrosamente ligera, y las puertas de la ciudad se abrieron solas para darle entrada.
Debido a que fue uno de los emperadores romanos de oriente más conocidos en occidente, se cree que el Coloso de Barletta, de la Antigüedad tardía, le representa.

### Familia

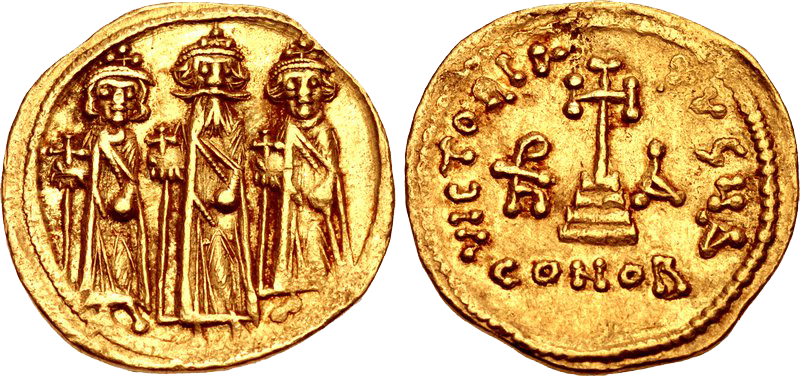
Sólido en el que se muestra a Heraclio (en el medio, con una larga barba) a finales de su reinado y flanqueado por sus hijos Constantino y Heraclonas.

Heraclio contrajo matrimonio en dos ocasiones, primero con Fabia Eudocia, y luego con su sobrina Martina. Tuvo dos hijos con Fabia y al menos nueve con Martina, aunque la mayoría de estos últimos eran niños enfermizos. De los hijos de Martina al menos dos de ellos tenían discapacidades, lo que algunos vieron como un castigo divino por la supuesta ilegalidad o incestuosidad de su matrimonio: Fabio (Flavio) tenía un cuello con parálisis, y Teodosio era sordomudo.
Heraclio tuvo, al menos, un hijo ilegítimo: Juan Atalarico. Este habría conspirado contra Heraclio junto con su primo, el magistrado Teodoro, y junto con el noble armenio David Saharuni. Cuando Heraclio descubrió el complot hizo que le cortaran la nariz y las manos, y ordenó su exilio a Büyükada.
Durante los últimos años de vida de Heraclio resultó evidente que estaba surgiendo una lucha de poder entre Heraclio Constantino y Martina, que intentaba posicionar a Heraclonas en la línea sucesoria. Cuando Heraclio murió, en su testamento dispuso que le sucedieran Constantino III Heraclio, su primogénito, habido con Eudocia, y Heraclonas, hijo de Martina, su sobrina y segunda esposa, gobernando conjuntamente con Martina como emperatriz.
| Predecesor: Focas | Emperador del Imperio bizantino 610 - 641 | Sucesor: Constantino III Heraclio |